# Amaya
Amaya — вільний WYSIWYG редактор вебсторінок з вбудованим веббраузером (призначеним тільки для зручності редагування), що розробляється консорціумом W3C, основною організацією, що опікується міжнародними стандартами по всесвітній павутині. 
Спочатку проектувався як редактор структурованого тексту (попередник SGML), пізніше як редактор HTML та CSS, а потім з'явилася підтримка XML, зокрема XHTML, MathML та SVG.
Сьогодні використовується як випробувальний стенд для нових мережевих технологій, які ще не підтримуються в головних браузерах.
Браузер доступний для операційних систем GNU/Linux, UNIX, Windows, Mac OS X та для інших платформ.
Найостанніша редакція — Amaya 11.4.4, який був випущений 18 січня 2012 року.